# Municipio Santa Rosa del Abuná
Das Municipio Santa Rosa del Abuná ist ein Verwaltungsbezirk im Departamento Pando im Tiefland des südamerikanischen Anden-Staates Bolivien.

## Lage im Nahraum
Das Municipio Santa Rosa del Abuná ist eines von zwei Municipios der Provinz Abuná und umfasst deren westlichen Bereich. Es grenzt im Norden an die Republik Brasilien, im Nordwesten und Westen an das Municipio Bella Flor in der Provinz Nicolás Suárez, im Süden an das Municipio Puerto Rico in der Provinz Manuripi und im Osten an das Municipio Ingavi.
Das Municipio erstreckt sich zwischen etwa 10° 15' und 11° 05' südlicher Breite und 67° 01' und 67° 38' westlicher Länge, seine Ausdehnung von Westen nach Osten beträgt bis zu 70 Kilometer und von Norden nach Süden bis zu 80 Kilometer.
Das Municipio umfasst 63 Gemeinden (localidades), der zentrale Ort des Municipios ist die Ortschaft Santa Rosa del Abuná mit 232 Einwohnern (Volkszählung 2012) am nördlichen Rand des Municipios.

## Geographie
Das Municipio Santa Rosa del Abuná liegt im bolivianischen Teil des Amazonasbeckens im nördlichen Teil des Landes nahe der Grenze zu Brasilien.
Die mittlere Durchschnittstemperatur der Region liegt bei 26 °C und schwankt nur unwesentlich zwischen 25 °C im Mai und 27–28 °C von Dezember bis Februar (siehe Klimadiagramm Riberalta). Der Jahresniederschlag beträgt etwa 1.300 mm, bei einer ausgeprägten Trockenzeit von Juni bis August mit Monatsniederschlägen unter 20 mm, und einer Feuchtezeit von Dezember bis Januar mit Monatsniederschlägen von mehr als 200 mm.

## Bevölkerung
Die Bevölkerungszahl des Municipio Santa Rosa del Abuná ist zwischen 1992 und 2024 um mehr als die Hälfte angestiegen:
| Jahr | Einwohner | Quelle       |
| ---- | --------- | ------------ |
| 1992 | 1575      | Volkszählung |
| 2001 | 2097      | Volkszählung |
| 2012 | 2395      | Volkszählung |
| 2024 | 2855      | Volkszählung |

Die Bevölkerungsdichte bei der Volkszählung von 2024 betrug 0,6 Einwohner/km², der Alphabetisierungsgrad bei den über 6-Jährigen war von 43,6 Prozent (1992) auf 57,1 Prozent (2001) angestiegen. Die Lebenserwartung der Neugeborenen im Jahr 2001 betrug 62,5 Jahre, die Säuglingssterblichkeit war von 11,8 Prozent (1992) auf 6,9 Prozent im Jahr 2001 zurückgegangen.
50,2 Prozent der Bevölkerung sprechen Spanisch, 1,9 Prozent sprechen Quechua, 1,5 Prozent sprechen Aymara, und 49,3 Prozent sprechen eine nicht-bolivianische Sprache, im wesentlich sind dies Zuwanderer aus dem benachbarten Brasilien. (2001)
81,7 Prozent der Bevölkerung haben keinen Zugang zu Elektrizität, 53,2 Prozent leben ohne sanitäre Einrichtung. (2001)
68,0 Prozent der 278 Haushalte besitzen ein Radio, 15,1 Prozent einen Fernseher, 20,1 Prozent ein Fahrrad, 4,0 Prozent ein Motorrad, 2,5 Prozent ein Auto, 5,0 Prozent einen Kühlschrank, und 0,4 Prozent ein Telefon. (2001)

## Politik
Ergebnis der Regionalwahlen (concejales del municipio) vom 4. April 2010:
| Wahl- berechtigte |  | Wahl- beteiligung | gültige Stimmen |  | MAS-IPSP | CP     |
| ----------------- |  | ----------------- | --------------- |  | -------- | ------ |
| 650               |  | 552               | 479             |  | 331      | 148    |
|                   |  | 84,9 %            | 86,8 %          |  | 69,1 %   | 30,9 % |

Ergebnis der Regionalwahlen (elecciones de autoridades políticas) vom 7. März 2021:
| Wahl- berechtigte |  | Wahl- beteiligung | gültige Stimmen |  | MTS     | MAS-IPSP | CID    | PASO   | P.S.T. |
| ----------------- |  | ----------------- | --------------- |  | ------- | -------- | ------ | ------ | ------ |
| 1.303             |  | 1.084             | 971             |  | 524     | 300      | 91     | 25     | 25     |
|                   |  | 83,19 %           | 89,58 %         |  | 53,96 % | 30,90 %  | 9,37 % | 2,57 % | 2,57 % |

## Gliederung
Das Municipio Santa Rosa del Abuná bestand bei der Volkszählung von 2012 aus den folgenden beiden Kantonen (cantones):
- 09-0401-01 Kanton Nacebe (Santa Rosa del Abuná) – 62 Gemeinden – 2.369 Einwohner
- 09-0401-02 Kanton Teduzara – 1 Gemeinde – 26 Einwohner

## Ortschaften im Municipio Santa Rosa del Abuná
- Kanton Nacebe
  - Santa Rosa del Abuná 232 Einw.